# Ietje van Lede
Maria Paulina (Ietje) van Karnebeek-van Lede (Wassenaar, 28 juni 1941) was sinds 1979 hofdame van Beatrix der Nederlanden en sinds 2013 van haar zoon en opvolger koning Willem-Alexander der Nederlanden. Begin 2014 legde zij haar functie neer.

## Biografie
Van Lede is lid van het patriciaatsgeslacht Van Lede en een dochter van Cornelis Paulus van Lede (1913-1985), directeur van een distilleerderij en consul, en Maria Henriette Paulina van Schaik (1919-1999), dochter van minister Josef van Schaik (1882-1962). Zij trouwde in 1964 met jhr. mr. Herman Adriaan van Karnebeek (1938), oud-vicevoorzitter van de Raad van Bestuur AkzoNobel en lid van het geslacht Van Karnebeek, met wie zij vier kinderen kreeg. Haar broer is oud-VNO-voorzitter Kees van Lede.
In 1979 werd Van Lede benoemd tot hofdame van Beatrix; sinds 2013 was zij hofdame van koning Willem-Alexander. Haar achterneef jhr. mr. Jan Derck van Karnebeek (1967) is getrouwd met drs. J.M. (Pien) van Karnebeek-Thijssen, hofdame sinds 15 april 2013. Begin 2014 legde zij haar functie neer. Op 19 maart 2014 ontving zij het Erekruis in de Huisorde van Oranje.